# No More Mr. Nice Guy (chanson d'Alice Cooper)
Pour les articles homonymes, voir No More Mr. Nice Guy.
Singles par Alice Cooper
Hello Hooray
(1973) Billion Dollar Babies
(1973)
No More Mr Nice Guy est un single d'Alice Cooper, issue de l'album Billion Dollar Babies sorti en 1973. Le single atteint la 25e place dans les chartes américaines et la 10e place dans les chartes britannique, et a aidé l'album à se placer en 1re position au Royaume-Uni et aux États-Unis.
Le groupe Megadeth fait une reprise de la chanson pour le film Shocker de Wes Craven sorti en 1989 et qui apparaît sur la compilation Hidden Treasures. Pat Boone utilise également ce titre pour son album de reprises In a Metal Mood: No More Mr. Nice Guy paru le 5 décembre 2000.

## Composition du groupe
- Alice Cooper – chants, harmonica
- Glen Buxton – guitare solo
- Michael Bruce – guitare rythmique, claviers, chœurs
- Dennis Dunaway – basse, chœurs
- Neal Smith – batterie

## Liste des titres
| A. | No More Mr. Nice Guy | Alice Cooper, Michael Bruce | 3:05 |
| B. | Raped and Freezin'   | Alice Cooper, Michael Bruce | 3:15 |

## Apparition dans les compilations
- 1974 - Greatest Hits
- 1993 - The Beast of Alice Cooper
- 1995 - Classicks (live)
- 1997 - A Fistful of Alice
- 1999 - The Life and Crimes of Alice Cooper
- 2000 - Alice Cooper: Brutally Live
- 2001 - Mascara and Monsters: The Best of Alice Cooper
- 2002 - The Essentials: Alice Cooper
- 2004 - School's Out and Other Hits
- 2005 - Live at Montreux

## Version de Megadeth
Singles par Megadeth
Anarchy in the U.K.
(1988) Holy Wars... The Punishment Due
(1990)
| 1. | No More Mr. Nice Guy (interprété par Megadeth) | Cooper, Bruce                                 | 3:06 |
| 2. | Different Breed (interprété par Dead On)       | Tony Frazzita                                 | 3:47 |
| 3. | Demon Bell (interprété par Dangerous Toys)     | Dangerous Toys, Desmond Child, Jason McMaster | 3:55 |

## Charts
| Pays                           | Position           | Réf                |
| Alice Cooper Group             | Alice Cooper Group | Alice Cooper Group |
| ------------------------------ | ------------------ | ------------------ |
| États-Unis (Billboard Hot 100) | 25                 | [ 1 ]              |
| Royaume-Uni (UK Singles Chart) | 10                 | [ 2 ]              |
| Autriche                       | 14                 | [ 3 ]              |
| Pays-Bas                       | 6                  | [ 4 ]              |
| Megadeth                       |                    |                    |
| Nouvelle-Zélande               | 48                 | [ 5 ]              |
| Royaume-Uni (UK Singles Chart) | 13                 | [ 6 ]              |
| European Hot 100 Singles       | 32                 | [ 7 ]              |
| Finlande                       | 12                 | [ 8 ]              |
| Irlande                        | 7                  | [ 9 ]              |

## Format
Alice Cooper
| Année | Pays        | Format    | Catalogue | Label                |
| ----- | ----------- | --------- | --------- | -------------------- |
| 1973  | Royaume-Uni | Vinyle 7" | 814 498-1 | Warner Bros. Records |
| 1973  | États-Unis  | Vinyle 7" | WB 7691   | Warner Bros. Records |
| 1973  | Pays-Bas    | Vinyle 7" | WB 16.262 | Warner Bros. Records |

Megadeth
| Année | Pays        | Format                    | Catalogue         | Label                     |
| ----- | ----------- | ------------------------- | ----------------- | ------------------------- |
| 1989  | Royaume-Uni | Vinyle 7"                 | SBK 4             | SBK Records               |
| 1989  | États-Unis  | Cassette audio            | 4JM 07309         | SBK Records               |
| 1989  | États-Unis  | Vinyle 10" (Picture-disc) | SBKPD 4           | SBK Records               |
| 1989  | Royaume-Uni | Vinyle 12"                | 12SBK 4           | SBK Records               |
| 1989  | Royaume-Uni | Vinyle 12"                | 12 SBK P 4        | SBK Records               |
| 1989  | Allemagne   | CD (Maxi)                 | CDP 560-20 3620 2 | EMI Electrola SBK Records |